# Worldometer
Worldometer, ранее Worldometers (множественное число) — справочный веб-сайт, который предоставляет счетчики и статистику в реальном времени по различным темам. Он принадлежит и управляется компанией данных Dadax, которая получает доход за счет онлайн-рекламы.
Сайт является частью проекта статистики в реальном времени и, как утверждается, управляется «международной командой разработчиков, исследователей и добровольцев».
Сайт доступен на 34 языках и охватывает такие темы, как население Земли, правительства, экономика, общество, СМИ, окружающая среда, еда, вода, энергетика и здравоохранение.
В 2020 году Worldometer приобрел большую популярность благодаря размещению статистики, относящейся к пандемии COVID-19.

## История
Сайт был основан Андреем Алиметовым, русским иммигрантом в США, в 2004 году. Он был перезапущен 29 января 2008 года. В 2011 году Worldometer был признан одним из лучших бесплатных справочных веб-сайтов Американской библиотечной ассоциацией.
Сайт изменил своё название с «Worldometers» на «Worldometer» в январе 2020 года и объявил о переходе на единственное доменное имя.

### COVID-19 пандемия
В начале 2020 года сайт приобрел популярность в ходе начавшейся пандемии COVID-19. Он подвергся кибератаке в марте 2020 года. Сначала сайт подвергся DDoS-атаке, а через несколько дней был взломан, в результате чего на его странице статистики COVID-19 в течение примерно 20 минут отображалась неверная информация. Взломанный сайт показал резкий рост случаев COVID-19 в Ватикане, что вызвало панику среди некоторых пользователей социальных сетей. Правительство Испании использовало данные сайта в заявлении, что оно провело больше тестов, чем все другие страны, кроме четырёх. Данные по COVID-19 с сайта Worldometer также цитировались Financial Times, The New York Times, The Washington Post, Fox News, CNN и Rede Globo.
Worldometer подвергся критике по поводу прозрачности собственности, отсутствия ссылок на источники данных и ненадежности его статистики и рейтингов COVID-19. Например, на сайте сообщалось, что 24 апреля 2020 года в Испании от COVID-19 выздоровели 18 000 человек, по сравнению с данными правительства Испании о 3 105 выздоровлениях за этот день. Кроме того, на сайте вообще отсутствуют данные по Косово.

## Восприятие
Эдуард Матье, менеджер по работе с данными сервиса «Our World in Data», заявил про Worldometer, что «их основное внимание, похоже, сосредоточено на получении последнего числа [случаев COVID-19], откуда бы оно ни пришло, независимо от того, надежно оно или нет, независимо от того, из надежных источников или нет…»
Вирджиния Питцер, эпидемиолог Йельского университета, сказала, что этот сайт является «легальным», но несовершенным, противоречивым и содержащим ошибки.
По данным сайта Axios, в апреле 2020 года веб-сайт Worldometer занял 28-е место по посещаемости в мире. Большинство посетителей (25,8 %) — из США, затем следуют Индия (8,67 %), Великобритания (6,6 %), Канада (5,18 %), Германия (3,13 %), Австралия (2,49 %), Польша (2,18 %), Франция (1,73 %), Турция (1,66 %) и Бразилия (1,65 %).